# اهرنفلد (کلن)
اهرنفلد (کلن) (به آلمانی: Köln-Ehrenfeld) یک منطقهٔ مسکونی در آلمان است که در کلن واقع شده‌است. اهرنفلد ۲۳٫۸ کیلومتر مربع مساحت و ۱۰۳٬۶۲۱ نفر جمعیت دارد.